# 施特吕特
施特吕特是德国莱茵兰-普法尔茨州的一个市镇。总面积4.65平方公里，总人口319人，其中男性153人，女性166人（2011年12月31日），人口密度69人/平方公里。